# Periclina cervina
Periclina cervina là một loài bướm đêm trong họ Geometridae.